# Final da Liga dos Campeões da UEFA de 2000-01
A Final da Liga dos Campeões de 2000-01 foi um jogo de futebol que teve lugar no San Siro, em Milão, Itália, a 23 de Maio de 2001, para decidir o vencedor da Liga dos Campeões da UEFA de 2000–01, entre os Alemães do Bayern de Munique e os Espanhóis do Valência. A partida terminou com um empate 1-1, mas o Bayern conquistou o seu quarto título ao vencer por 5-4 nos penáltis. Este foi também o seu primeiro título europeu em um quarto de século, e a segunda derrota consecutiva do Valência na final (2000 e 2001). Como todos os golos da partida foram marcados nos penáltis, tendo o Bayern de Munique também falhado um penálti no tempo normal e tendo sido necessário uma disputa de pênaltis para decidir o vencedor, este jogo da Liga dos Campeões da UEFA tornou-se uma final "só de penáltis". A final de 2001 foi um encontro entre os finalistas vencidos das duas temporadas anteriores - o Bayern Munich perdeu para o Manchester United em 1999 e o Valencia perdeu para o Real Madrid em 2000.
Esta foi a sexta final da Taça dos Clubes Campeões Europeus a ser decidida nos penáltis, e a segunda no formato da Liga dos Campeões da UEFA. Este foi o segundo título de Ottmar Hitzfeld na Liga dos Campeões depois de conquistá-la com o Borussia Dortmund em 1997, tornando-se o segundo técnico na história da competição depois de Ernst Happel, a vencê-la com dois clubes diferentes. Entretanto, foi a terceira derrota consecutiva de Héctor Cúper numa final Europeia; perdeu a Final da Taça dos Vencedores das Taças de 1998–99 com o Maiorca, antes de perder a Final da Liga dos Campeões da UEFA de 1999–00 com o Valência.

## Equipas
Na tabela seguinta, as finais até 1992 foram na era da Taça dos Clubes Campeões Europeus, e desde 1993 foram na era da Liga dos Campeões da UEFA.
| Equipa            | Aparições em finais anteriores (negrito indica vencedores) |
| ----------------- | ---------------------------------------------------------- |
| Bayern de Munique | 6 (1974, 1975, 1976, 1982, 1987, 1999)                     |
| Valência          | 1 (2000)                                                   |

## Caminho para a final
| Equipe              | J | V | E | D | GP | GC | SG | Pts |
| ------------------- | - | - | - | - | -- | -- | -- | --- |
| Bayern de Munique   | 6 | 3 | 2 | 1 | 9  | 4  | +5 | 11  |
| Paris Saint-Germain | 6 | 3 | 1 | 2 | 14 | 9  | +5 | 10  |
| Rosenborg           | 6 | 2 | 1 | 3 | 13 | 15 | -2 | 7   |
| Helsingborg         | 6 | 1 | 2 | 3 | 6  | 14 | -8 | 5   |

| Equipe     | J | V | E | D | GP | GC | SG | Pts |
| ---------- | - | - | - | - | -- | -- | -- | --- |
| Valencia   | 6 | 4 | 1 | 1 | 7  | 4  | +3 | 13  |
| Lyon       | 6 | 3 | 0 | 3 | 8  | 6  | +2 | 9   |
| Olympiacos | 6 | 3 | 0 | 3 | 6  | 5  | +1 | 9   |
| Heerenveen | 6 | 1 | 1 | 4 | 3  | 9  | -6 | 4   |

| Equipe             | J | V | E | D | GP | GC | SG | Pts |
| ------------------ | - | - | - | - | -- | -- | -- | --- |
| Bayern de Munique  | 6 | 4 | 1 | 1 | 8  | 5  | +3 | 13  |
| Arsenal            | 6 | 2 | 2 | 2 | 6  | 8  | -2 | 8   |
| Lyon               | 6 | 2 | 2 | 2 | 8  | 4  | +4 | 8   |
| Spartak de Moscovo | 6 | 1 | 1 | 4 | 5  | 10 | -5 | 4   |

| Equipe            | J | V | E | D | GP | GC | SG | Pts |
| ----------------- | - | - | - | - | -- | -- | -- | --- |
| Valencia          | 6 | 3 | 3 | 0 | 10 | 2  | +8 | 12  |
| Manchester United | 6 | 3 | 3 | 0 | 10 | 3  | +7 | 12  |
| Sturm Graz        | 6 | 2 | 0 | 4 | 4  | 13 | -9 | 6   |
| Panathinaikos     | 6 | 0 | 2 | 4 | 4  | 10 | -6 | 2   |

## Jogo

### Detalhes
| 23 de maio de 2001 | Bayern de Munique    | 1–1      | Valencia           | San Siro, Milão                       |
|                    | Effenberg 51' (pen.) | (Report) | Mendieta 3' (pen.) | Público: 79,000 Árbitro: NED Dick Jol |

|                                                                      |       | Penalidades                                                    |  |
| Paulo Sérgio Salihamidžić Zickler Andersson Effenberg Lizarazu Linke | 5 – 4 | Mendieta Carew Zahovič Carboni Baraja Kily González Pellegrino |  |

| Bayern Munique | Valencia |

| GK              | 1  | Oliver Kahn          |     |      |
| CB              | 4  | Samuel Kuffour       |     |      |
| CB              | 5  | Patrik Andersson     | 38' |      |
| CB              | 25 | Thomas Linke         |     |      |
| RWB             | 2  | Willy Sagnol         |     | 46'  |
| LWB             | 3  | Bixente Lizarazu     |     |      |
| CM              | 23 | Owen Hargreaves      |     |      |
| CM              | 11 | Stefan Effenberg (c) |     |      |
| AM              | 7  | Mehmet Scholl        |     | 108' |
| AM              | 20 | Hasan Salihamidžić   |     |      |
| CF              | 9  | Giovane Élber        |     | 100' |
| Substituições:  |    |                      |     |      |
| GK              | 22 | Bernd Dreher         |     |      |
| DF              | 18 | Michael Tarnat       |     |      |
| MF              | 10 | Ciriaco Sforza       |     |      |
| FW              | 13 | Paulo Sérgio         |     | 108' |
| FW              | 19 | Carsten Jancker      |     | 46'  |
| FW              | 21 | Alexander Zickler    |     | 100' |
| FW              | 24 | Roque Santa Cruz     |     |      |
| Treinador:      |    |                      |     |      |
| Ottmar Hitzfeld |    |                      |     |      |

| GK             | 1  | Santiago Cañizares  | 120' |     |
| RB             | 20 | Jocelyn Angloma     |      |     |
| CB             | 12 | Roberto Ayala       |      | 90' |
| CB             | 2  | Mauricio Pellegrino |      |     |
| LB             | 15 | Amedeo Carboni      | 26'  |     |
| DM             | 19 | Rubén Baraja        |      |     |
| RM             | 6  | Gaizka Mendieta (c) |      |     |
| LM             | 18 | Kily González       | 117' |     |
| AM             | 35 | Pablo Aimar         |      | 46' |
| CF             | 17 | Juan Sánchez        |      | 66' |
| CF             | 7  | John Carew          |      |     |
| Substituições: |    |                     |      |     |
| GK             | 25 | Andrés Palop        |      |     |
| DF             | 5  | Miroslav Đukić      |      | 90' |
| DF             | 34 | Fábio Aurélio       |      |     |
| MF             | 4  | Didier Deschamps    |      |     |
| MF             | 8  | Zlatko Zahovič      |      | 66' |
| MF             | 14 | Vicente             |      |     |
| MF             | 23 | David Albelda       |      | 46' |
| Treinador:     |    |                     |      |     |
| Héctor Cúper   |    |                     |      |     |

| Homem do jogo: Oliver Kahn (Bayern de Munique) Árbitros assistentes: Jaap Pool (Países Baixos) Jan-Willem van Veluwen (Países Baixos) Fourth official: Jan Wegereef (Países Baixos) | Regras do jogo - 90 minutos. - 30 minutos de prolongamento com golo de ouro se necessário. - Grandes penalidades se continuar empatado. - Sete jogadores no banco. - Máximo de três substituições. |